# イザベル・マラン
イザベル・マラン（Isabel Marant,1967年4月12日 - ）はフランスのファッションデザイナーであり、自分の名前を冠したファッションブランドのオーナーである。彼女は、1997年にアワード・ドゥ・ラ・モード（The Award de la Mode）、1998年にワールプール賞の最優秀女性デザイナー賞（The Whirlpool Award for best female designer）、2012年にはイギリス版グラマーのウーマン・オブ・ザ・イヤー・アワード（Women of the Year Awards）のファッションデザイナー・オブ・ザ・イヤー（Fashion Designer of the Year）を受賞している。
2013年にはH&Mとのコラボレーションを行い大成功を収め、注文が殺到したためウェブサイトが一時中断したがコレクションは45分以内に完売した。
彼女は、2014年にエル・スタイル・アワード（英語: Elle Style Awards）でコンテンポラリー・デザイナー・オブ・ザ・イヤー（Contemporary Designer of the Year）に選ばれている。
マランのデザインを着用している有名人には、アレクサ・チャン、ケイティ・ホームズ、ヴィクトリア・ベッカム、ケイト・モス、シエナ・ミラー、ケイト・ボスワース、レイチェル・ワイズなどがいる。

## バイオグラフィー

### 幼年期から学生生活まで
1967年4月12日にイザベル・マランはフランス人の父とドイツ人の母のもとにブローニュ＝ビヤンクールで生まれた。
マランが6歳のときに両親が離婚し、彼女は再婚した父親と暮らした。幼少期、マランはデザイナーには興味がなく、大人になったら獣医になることを夢見ていた。
彼女はオー＝ド＝セーヌ県の郊外ヌイイ＝シュル＝セーヌで育ち、ドレスを着ることが嫌いで、代わりの服をビニール袋に入れて学校に持っていった。
14歳の時、マランはパティ・スミスのような髪型にし、オーダーメイドの紳士服を着ていた。
1982年、彼女は父親にミシンを買うことを頼み、捨てられた服や布で服を作るようになると、すぐに友人たちが彼女に服のデザインを頼むようになった。マランが15歳のときヴィヴィアン・ウエストウッドに夢中になり、ウエストウッドのパリ店で買い物をするためにベビーシッターのアルバイトをしていた。
彼女はヌイイのサン・ジェームス高等学校（Saint-James high school）、その後HEC（École des Hautes Études Commerciales）で勉学に励み、1984年に友人で若い学生だったクリストフ・ルメール（フランス語: Christophe Lemaire (styliste)）（後にラコステとエルメスの芸術監督になった）と共同設立したブランド「アレル・シンプル（Aller Simple）」の成功を受けてすぐに方向転換した。
彼らは服をパリのル・デポ（Le Depot）の店に持ち込み服が売れた時点で代金を支払ってもらった。服は非常に多く販売されたため、彼女は今後のビジネスについて学ぶ計画を考え直した。
1985年から1987年まで、マランはパリのファッションカレッジ、スタジオ・ベルソー（英語: Studio Berçot）でファッションを学んだ。

### 初期のキャリア
1987年、学業を終えた後マランはパリのデザイナーであるミッシェル・クランと働く。その後、ブリジット・ヨーク（Bridget Yorke）と2つのコレクションでコラボレーションし、クロエ、マルティーヌ シットボン（英語: Martine Sitbon）、ヨウジヤマモトらの、さまざまなプロジェクトでアートディレクターだったマーク・アスコリ（Marc Ascoli）をサポートした。
しかし、他人のブランドで働くことは彼女にとってフラストレーションのたまる経験であり、まもなくマランは独立するることを決意した。
1989年に、彼女はベルトと指輪のコレクションを発表し、続いてクロード・モンタナ（英語: Claude Montana）のベルトのライン、エチエンヌブルネルのボタンとネックレスのライン、ミシェル ペリーの靴のバックルのラインを発表した。
1990年に彼女は母親とともにニットウェアとジャージのレーベル「Twen」を立ち上げた。

## イザベル・マラン・ブランド

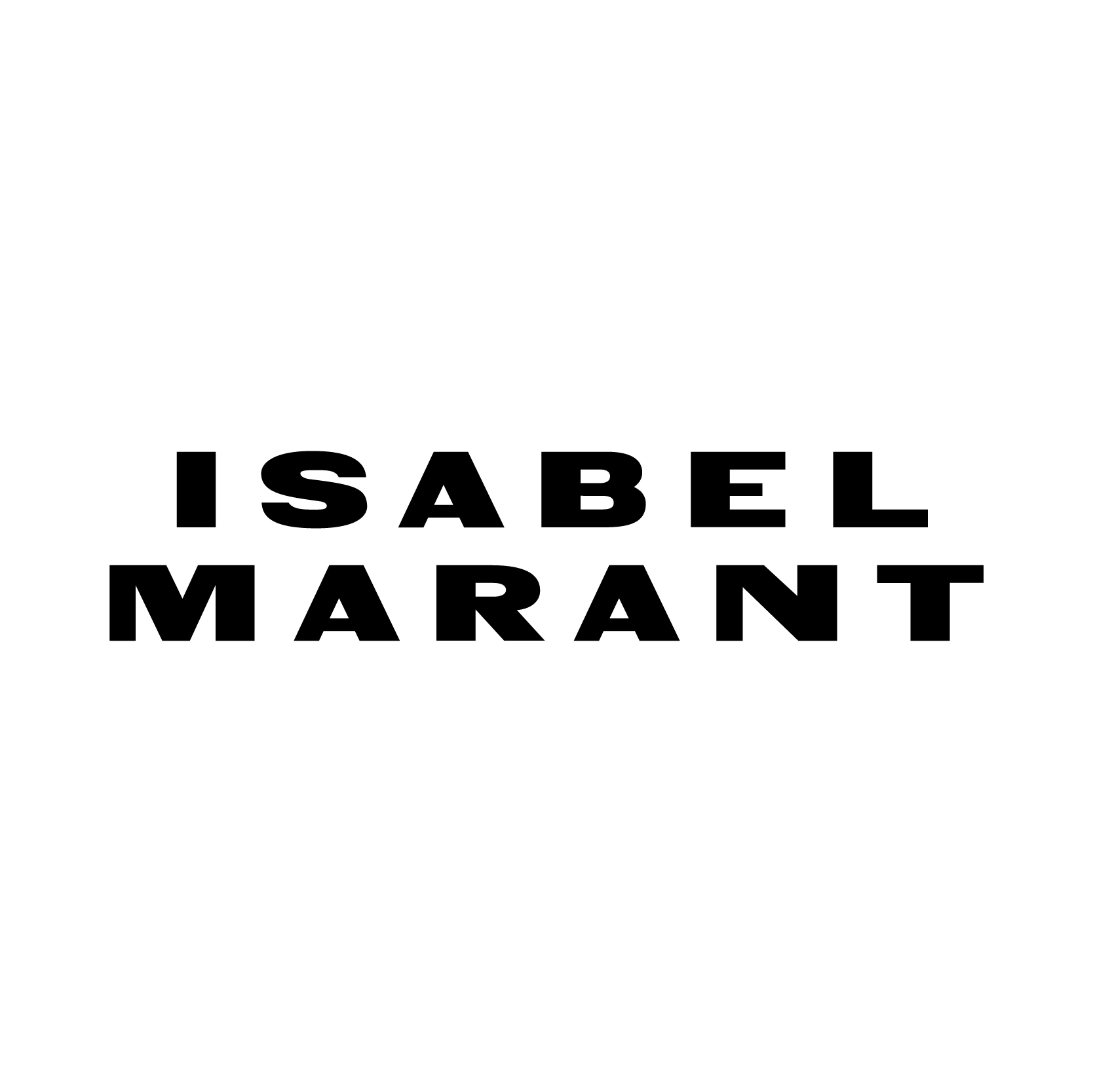
ブランドのロゴ

1994年、マランは自身の名を冠したブランド「ISABEL MARANT」を立ち上げた。翌1995年、彼女は友人をモデルに迎え、パリ・ファッション・ウィークで初のコレクションを発表した。
1997年マランはアワード・ドゥ・ラ・モードを受賞し、1998年には最優秀女性デザイナーに贈られるワールプール賞を受賞した。彼女はブランド設立以来売上は毎年30%増加している。
1998年、マランはパリ東部のシャロンヌ通りに最初のショップをオープンした。同年、彼女はフランスのメールカタログブランドであるラ・ルドゥーテ（英語: La Redoute）とのコラボレーションを開始し、同社のゲストコレクションを制作し、日本でI*Mと呼ばれる新しいラインを立ち上げた。 
1999年、マランはパリのプレタポルテショーでディフュージョンライン（英語: diffusion line）のエトワール・バイ・イザベル・マラン（Étoile by Isabel Marant）を発表し、翌年、エトワールの最初のフルコレクションを発表した。 
エトワールは、シグネチャーブランドよりも手頃な価格でカジュアルなものを目指していた。 
2番目の店舗は1999年にサン＝ジェルマン＝デ＝プレにオープンし、続いて3番目の店舗は2007年にル・マレに、4番目が2012年に16区にオープンした。
2004年にマランは子供服ラインを立ち上げ、パリのプランタン百貨店にポップアップブティックをオープンした。また、 2006年には大手小売店のアンソロポロジー（英語: Anthropologie）とコレクションでコラボレーションした。同年、香港にブティックをオープンし、2010年にはニューヨークに米国初のブティックをオープンした。マランのマネージングディレクターは、2011年の卸売売上高が6600万ユーロに達し、2010年比で44%増加したと報告した。
2013年、マランは大手ファッションチェーンH&Mのデザインコレクションでコラボレーションした。このラインはオンラインで45分で完売し、ショッピングサイトがダウンした。H&Mとのコラボレーションについて、マランは「H&Mの良いところは、自分のコレクションの安っぽいバージョンを作ろうとしないことです...彼らはデザイナーのDNAを本当に尊重しています。（The nice thing with H&M is they don't want to try to do a cheap version of your own collection… They really respect the DNA of designers.）」と語った。この服は「中性的なシックさとボヘミアンとの何気ない組み合わせ」と評された。
2020年に同レーベルはサングラスとメガネフレームのデザイン、製造、世界的な流通に関してサフィロ（英語: Safilo）と10年間のライセンス契約を締結した。
2021年、同ブランドは、同レーベルの使用済み衣料品の寄付をバウチャーと引き換えに受け取る中古品販売サイト「イザベル・マラン・ヴィンテージ」を立ち上げた。[ 12 ]
2019年現在、同社はパリ、ローマ、ニューヨーク、東京、香港、ソウル、ロサンゼルス、北京、マドリード、ベイルート、ロンドンなどの都市に世界13店舗を展開しており、35か国以上に小売店を展開している。
2022年7月31日にイザベル・マラン表参道店とニュウマン新宿店の営業終了を発表した。

### スタイル
マランがスタジオ・ベルソーでファッションを学んでいたとき、指導者が「自分が着ないようなものを他人にも着させたいと思わないほうがいい。（You shouldn't want others to wear things that you won't wear yourself.）」と語っており、この言葉が彼女のモットーになった。マランのコレクションは、タイトでストレートなパンツ、柔らかくシンプルなシャツやブラウス、テーラードジャケットやコートなど、シンプルがアイテムのベースになっている。彼女の服は、プリント、フリンジ、刺繍、スタッズ、レースで飾られていることが多い。マランの典型的な服装は、ゆったりしたブラウスとクロップド丈のレザーパンツで、ボヘミアンシック（英語: Boho-chic）とロックテイストの中間を狙った組み合わせである。コレクションは決して劇的に変わることはなく、異なるシーズンのアイテムを組み合わせるのが容易である。
マランは、足を長く見せ小さく見せるとともに、履き心地が良く踵が隠れたハイカットスニーカーをデザインした。このスニーカーはイザベル・マランのブランド中、最も流行したスニーカーとなり100万足の販売を記録した。

## 表彰
- 2012年、マランはブリティッシュ・グラマー・ウーマン・オブ・ザ・イヤー・アワードでファッションデザイナー・オブ・ザ・イヤーを受賞した[1]。
- 2014年、マランはエル・スタイル・アワード2014でコンテンポラリー・デザイナー・オブ・ザ・イヤーに選ばれた[3]。

## フィルモグラフィー
- ロイック・プリジャン、『イザベル・マランの前日』、ドキュメンタリー、アルテ、2010年、52分。
- ドミニク・ミセリ『イザベル・マラン：コレクションの誕生』ドキュメンタリー、パリ初公開、2019年、52分[23]。

## 論争等
2008年、マランはフランスのファッションチェーンのナフナフ（Naf Naf）に対して、2006年秋冬コレクションのパフスリーブドレスを模倣したとして7万5000ユーロの損害賠償を支払うよう命じる訴訟に勝訴している。
2015年、メキシコのオアハカ州サンタ・マリア・トラウイトルテペク（英語: Santa María Tlahuitoltepec）の先住民ミヘ族のコミュニティは、彼らミヘ族のブラウスに刺繍されたミヘ族固有の伝統的デザインを盗用したとしてマランを非難した。
その後、ハッシュタグ「#miBlusadeTlahui」のもとツイッター上で激しい非難が巻き起こりマランの最近のデザインの一部が、600年以上もの間ミヘ族のスタイルでオリジナルの手縫いシャツをデザインし製作してきたトラウイトルテペクの先住民デザイナーのものと驚くほど似ていると指摘された。マランが事実上一針までデザインを盗用したことは、シャツの手作りとその販売が重要な収益源であるとともに、文化的アイデンティティであるミヘ族の怒りを買った。
盗作問題はマランを悩ませ続け、2015年6月には英国ガーディアン紙の記者ナオミ・ラーソン（Naomi Larsson）が取り上げ、アンティック・バティック（Antik Batik）という別のデザイン会社がマランの衣服に対して著作権を主張し、その主張に対する抗弁としてマランの事務所がデザインがトラウイトルテペク（Tlahuitoltepec）のものだと認めていると報じた。報道によると、ミヘ族の人々はこのような認識について何の連絡も受け取っていないという。2016年、コミュニティはメキシコシティでの記者会見で再びマランとアンティック・バティックに謝罪を要求した。

## 私生活
マランはデザイナーのジェローム・ドレフュス（Jérôme Dreyfuss）と結婚している。2003年に息子タル（Tal）が生まれた。家族はパリのベルヴィルに住んでいる。彼らは週末のほとんどを、パリから50km離れたフォンテーヌブローにある電気無く、お湯も沸かせない田舎の小屋で過ごしている。